# ویلفرد سینگو
ویلفرد سینگو (زاده ۲۵ دسامبر ۲۰۰۰) بازیکن فوتبال اهل ساحل عاج است که به عنوان مدافع برای باشگاه باشگاه فوتبال موناکو بازی می‌کند.